# Во (Италия)
Во (итал. Vo', вен. Vo / Vo') — коммуна в Италии, располагается в провинции Падуя области Венеция.
Население составляет 3421 человек (2008 г.), плотность населения составляет 168 чел./км². Занимает площадь 20 км². Почтовый индекс — 35030. Телефонный код — 049.
Покровителем коммуны почитается святой Лаврентий, празднование 10 августа.

## Демография
Динамика населения:

## Администрация коммуны
- Официальный сайт: http://www.comune.vo.pd.it/